# Kozí hrádek
Kozí hrádek (německy Ziegenburg) je zřícenina gotického hradu asi 2,5 km východně od Sezimova Ústí v okrese Tábor. Nachází se na ostrožně na levém břehu Kozského potoka v nadmořské výšce asi 405 m. Od roku 1963 je chráněn jako kulturní památka a pro svou spojitost se životem církevního reformátora Jana Husa byl dne 30. března 1962 prohlášen za národní kulturní památku. Od roku 1991 je zřícenina v majetku města Sezimovo Ústí.

## Historie

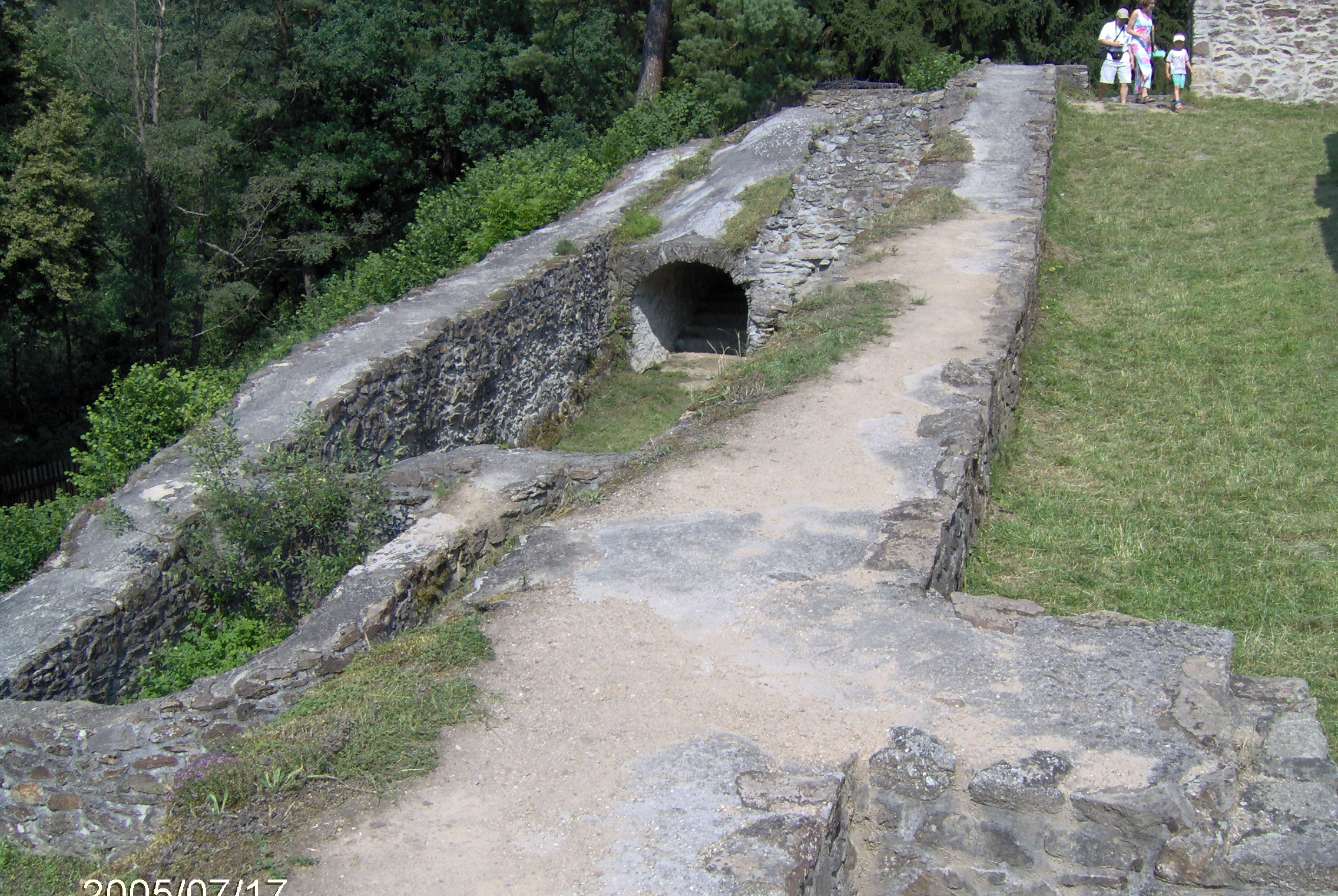
Parkán se schodištěm do předhradí

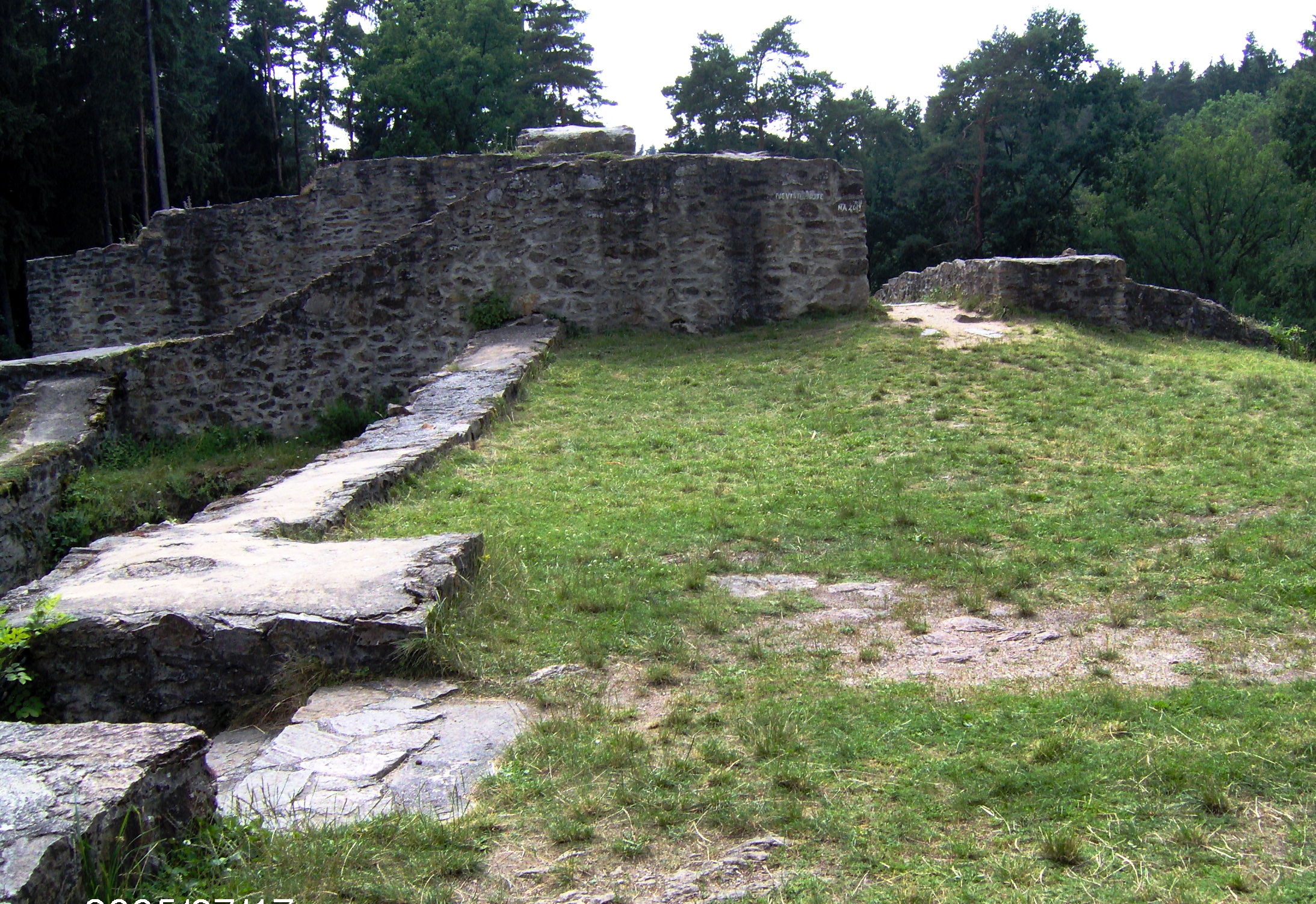
Hradní jádro

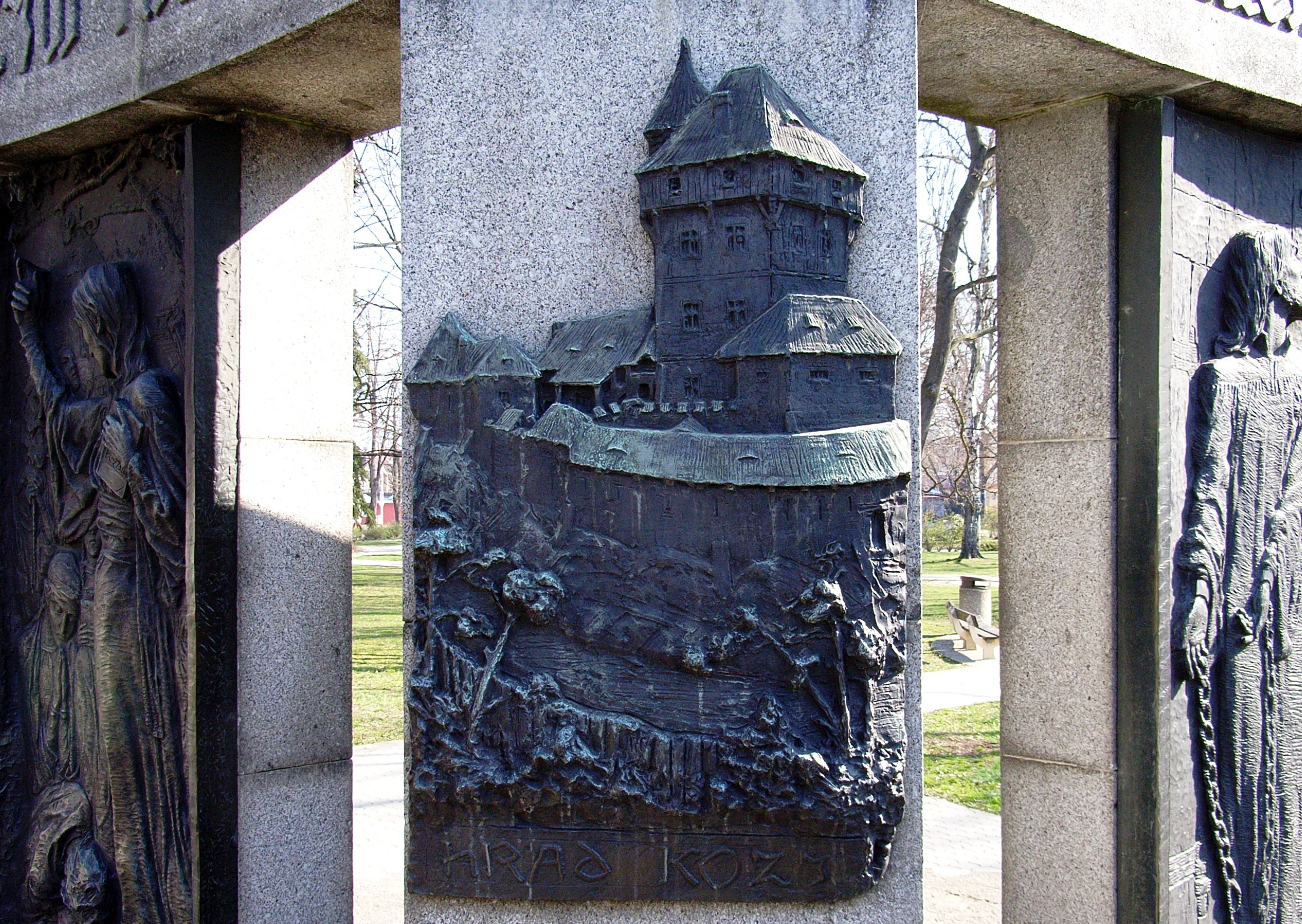
Kozí hrádek na pomníku Mistr Jan Hus (od F. Bílka odhaleného v roce 1928 v Táboře)

První zmínky o Kozím hrádku pocházejí z roku 1377, kdy byl v držení Vlčka z Kozího. Potom jej získal Jan z Hardeka, od roku 1391 Jindřich z Hradce a od roku 1406 Vilém z Újezda.
Jeho synové Jan a Ctibor z Kozího na hrad pozvali kazatele a reformátora mistra Jana Husa, který zde pobýval na podzim roku 1412 a od jara 1413 do jara 1414. Jan Hus na hradě a v jeho okolí kázal, věnoval se práci na svých dílech. Dokončil zde svou významnou Postilu a sepsal například traktáty O svatokupectví, O církvi nebo spis O šesti bludiech. Z jihu Čech odešel 15. července 1414 na hrad Krakovec na Rakovnicku, odkud v říjnu odcestoval do Kostnice, kde byl za své názory 6. července 1415 upálen.
V roce 1438 hrad vyhořel pravděpodobně během vojenského tažení Albrechta II. Habsburského, kdy mělo vojsko při obléhání Tábora ležení u nedaleké obce Měšice.
V roce 1542 je v zemských deskách o majetku táborském zápis: Kozí hrad pustý. Celá staletí sloužil v širším okolí pouze jako zdroj stavebního kamene, postupně se zanášel zeminou a v terénu vznikla kamenitá homole zarostlá stromy a keři. Po roce 1886 se začalo s odkrýváním zbytků věže, zejména zásluhou historika Augusta Sedláčka, pak táborského akademického spolku Štítný. Většího pokroku při odkrývání zbytků hradu však bylo dosaženo, až kdy se v roce 1899 odkrývání trosek na plných 10 let ujal nadšený archeolog Josef Švehla (1861–1934), řídící učitel ze Sezimova Ústí. Odkryté torzo Kozího Hrádku bylo v první polovině 20. století odborně prozkoumáno a zakonzervováno a po roce 1970 proběhly další památkové úpravy. Po opravných pracích na zbytku zdiva i okolním terénu je dnes zřícenina v dobrém stavu a přístupná veřejnosti.

## Stavební podoba
Hrad byl obklopen valem s palisádou a příkopem. Na východní straně ho navíc chránil tok potoka upravený na vodní příkop. Vlastní hrad byl dvojdílný, přičemž předhradí od hradního jádra oddělovala mohutná kamenná hradba o síle až 170 cm. Obranný příkop překonávala přístupová cesta po dřevěném mostě, který se nacházel ve výšce 9 m nad dnem příkopu. Za vjezdovou branou se rozkládalo předhradí s rozlohou 23 × 50 m, jehož jižní stranu lemovala dlouhá budova s kuchyní. Naproti se nacházela studna hluboká 18,5 m a klenuté schodiště, kterým se vstupovalo do parkánu kolem jádra. Podél parkánové hradby zřejmě stály další hospodářské budovy. Do jádra se vstupovalo kulisovou branou. Hlavní obytnou budovou zde byla čtverhranná věž (donjon) přístupná původně po můstku, který ji spojoval s obvodovou hradbou. Věž dosahovala výšky dvou až tří pater a uzavírala ji střecha s pálenou keramickou krytinou. Budova v západní části jádra sloužila jako sýpka.

## Přístup
| Rok  | Počet návštěvníků |
| ---- | ----------------- |
| 2015 | 7 218             |
| 2016 | 7 979             |
| 2017 | 7 462             |

Zřícenina je přístupná po červeně značené turistické trase ze Sezimova Ústí k rybníku Jezero nebo po cyklotrase č. 1026. Ke hradu také vede odbočka ze silnice III/4093 z Tábora do Turovce.